# 好逑少女
《好逑少女》（日语：うわさの翠くん!!）是日本漫畫家池山田剛創作的日本漫畫作品。於《Sho-Comi》（小學館）2006年17号至2008年14号進行連載。單行本全10卷。

## 劇情簡介
翠和當初教她踢足球的司終於久別重逢了！雖然她把第一次獻給了司，但得知其實司只是在玩弄她而已，讓她大受打擊！對於隨意糟蹋少女純情的司，絕對無法原諒！因此翠剪短了長髮，並進入以足球聞名的男校就讀！

## 登場人物

### 青葉三高
山手翠（聲：伊瀨茉莉也（廣播劇CD版）／釘宮理惠（Digital Comic版））
15歲。興趣是踢足球，是一個天真善良的女孩。一開始就被司騙了，與司H。為了報復司，偽裝成一個男孩，進入青葉三高足球部，住在青葉三高的宿舍。雖然胸部明顯隆起，但青葉三高足球部除了一馬與徹以外，無人認出她是女生。在「Royal Hostess」作兼職工作當女服務生賺錢（但青葉三高禁止打工，所以瞞著大家。她用了黑色的假髮）。討厭司，但實際上仍然還喜歡他；也喜歡一馬，但並沒有意識到自己喜歡他。在家總是不穿衣服，粗獷的個性由父親遺傳。在漫畫中，司聽到了她在睡夢中說出一馬的名字。最終和一馬結婚並生了一個女兒茜，他們搬到了翠的故鄉開始新的生活，並且和司與他的妻子、兒子相遇。
新橋一馬（聲：石田彰（廣播劇CD版）／吉野裕行（Digital Comic版））
15歲。與翠同一個學校。因為偶然，進入青葉的第一天就知道翠是個女生。跟翠在同一個咖啡館工作。喜歡翠，時常都會保護翠，並願意把自己的感受和幸福放在一邊，因為想讓翠開心，甚至幫助她接近司，因為他認為，這會讓她幸福。畢業後，向翠求婚，最終和翠結婚，並生了一個女兒茜，搬到了翠的故鄉，開始新的生活。
相樂光輝（聲：高木禮子）
一馬、翠足球部的前輩，外型像他的父親，身高很低。
惠比壽仁（聲：朴璐美）
看起來很可愛，但嘴不。
代代木哲（聲：中井和哉）
喜歡翠女裝的模樣。外型較狂野。
巢鴨薰（聲：平川大輔）
戴眼鏡。
品川徹（聲：關智一）
足球部的前輩，一開始就知道翠是女生。
很風流，特別喜歡對一馬開玩笑。
穗高慧
相樂光輝的朋友，足球部的前輩。
五反田正人（聲：置鮎龍太郎）
足球部部長。
池袋龍也（聲：子安武人）
足球部的前輩，擅長Para Para。

### 城生學園
冰野司（聲：綠川光（廣播劇CD版）／中村悠一（Digital Comic版））
17歲。城生學園二年級學生。翠的初戀，和翠H後就拋棄她。城生學園足球部的王牌。他騙了翠，讓她跟自己H，當翠發現司與朋友賭注和自己H，司告訴翠，她不應該那麼容易就相信他的，還告訴她將來能夠跟別人吹噓自己跟個足球明星H。其實，他喜歡翠，但因為他黑暗的過去，他不能直接表露自己的感情。在父親死後一度意志消沉，被翠安撫後與翠H。每當看到翠給一馬燦爛的笑容時，會非常嫉妒。接近尾聲時，與翠分手。最後與莎拉結婚，並有一個兒子。
川崎明（聲：下野紘）
城生學園足球部部員。
三崎冬吾（聲：高木俊）
城生學園理事長。
久里濱潤
城生學園一年級學生，醫師之子，尊敬司。

### 其他
山手若葉
翠的母親。
神保玲二
開鳴高校足球部的王牌。
加持守里
櫻華女子高校學生，光輝的女朋友。似乎《戀愛得分》角色加持完的女兒
相樂真樹
櫻華女子高校學生，光輝的妹妹，慧的女朋友。
相樂裕樹
光辉的父亲，《恋爱得分》的主角。
相樂美樹
護士，光輝的母親，舊姓守山。《恋爱得分》的女主角。
本田寶
醫師。
新橋茜
翠與一馬的女兒。
莎拉
司的妻子，是司在德國的足球教練的女兒。
冰野翔
司與莎拉的兒子。

## 出版書籍
| 卷數 | 小學館         | 小學館                 | 東立出版社     | 東立出版社             |
| 卷數 | 發售日期       | ISBN                   | 發售日期       | ISBN                   |
| ---- | -------------- | ---------------------- | -------------- | ---------------------- |
| 1    | 2006年12月21日 | ISBN 4-09-130740-X     | 2007年10月17日 | ISBN 978-986-10-0216-3 |
| 2    | 2007年3月26日  | ISBN 978-4-09-131005-7 | 2007年10月17日 | ISBN 978-986-10-0217-0 |
| 3    | 2007年5月25日  | ISBN 978-4-09-131045-3 | 2007年12月12日 | ISBN 978-986-10-0218-7 |
| 4    | 2007年8月24日  | ISBN 978-4-09-131137-5 | 2008年1月9日   | ISBN 978-986-10-0593-5 |
| 5    | 2007年10月26日 | ISBN 978-4-09-131349-2 | 2008年2月15日  | ISBN 978-986-10-0862-2 |
| 6    | 2007年12月21日 | ISBN 978-4-09-131364-5 | 2008年4月21日  | ISBN 978-986-10-1211-7 |
| 7    | 2008年3月26日  | ISBN 978-4-09-131556-4 | 2008年7月30日  | ISBN 978-986-10-1632-0 |
| 8    | 2008年5月26日  | ISBN 978-4-09-131600-4 | 2008年10月1日  | ISBN 978-986-10-1937-6 |
| 9    | 2008年8月26日  | ISBN 978-4-09-131845-9 | 2008年12月12日 | ISBN 978-986-10-2392-2 |
| 10   | 2008年10月24日 | ISBN 978-4-09-132108-4 | 2009年3月4日   | ISBN 978-986-10-2738-8 |

公式漫迷手冊
| 卷數 | 小學館         | 小學館                 | 東立出版社   | 東立出版社             |
| 卷數 | 發售日期       | ISBN                   | 發售日期     | ISBN                   |
| ---- | -------------- | ---------------------- | ------------ | ---------------------- |
| 全   | 2008年10月24日 | ISBN 978-4-09-132038-4 | 2010年2月4日 | ISBN 978-986-10-4757-7 |

## 遊戲

### 第1弾
平台：任天堂DS
類型：戀愛冒險遊戲
發售日期：2007年9月20日
由Idea Factory發售

### 第2弾
平台：任天堂DS
類型：戀愛冒險遊戲
發售日期：2008年8月21日
由Idea Factory發售

## 廣播劇CD
發售日期：2008年3月5日
由Aniplex發售

## 外部連結
- （日語） 小学館コミック　-Sho-Comiねっと-，小學館的官方頁面。
- （日語） うわさの翠くん２　ふたりの翠！？，遊戲官方頁面。
- （日語） うわさの翠くん!! -CD情報-（页面存档备份，存于），廣播劇CD的官方頁面。